# キーラー (月のクレーター)
キーラー (Keeler) は、月の裏側にあるクレーターである。東側の縁は、同規模のクレーターであるヘヴィサイドと繋がっている。キーラーはこの2つの地形のうち若い方のクレーターであり、輪郭もはっきりしている。キーラーの北東にはより小さなクレーターであるストラットン (クレーター)が、北西にはヴェントリスがある。
キーラーの周壁（リム）はおおむね円形であり、ヘヴィサイドとの間には直線状のセグメントとなっている。周壁の北の部分は不規則になっており、北北西方向に向かって外側に広がっている。周壁内側の一部にはテラス構造があり、特に南半分で顕著である。クレーターの内部には、クレーター底の東部に周壁内側に隣接してプランテ (クレーター)が位置している。クレーター内部には尾根が中央丘から西南西方向に伸びている。クレーター底は一般的なレベルのものであるが、南側の一部の地域に凹凸が見られる。いくつかの小規模・ごく小規模のクレーターが内部に存在する。
ルナ・プロスペクターに搭載された電子反射率測定器による観測によれば、このクレーターは、減磁を示すインパクトクレーターの一つであることがわかった。磁力の測定値の最も低い場所はこのクレーターの中心に位置しており、磁力の低い領域がクレーターの直径の1.5倍まで外側に延びている。科学者たちは衝撃による減磁が原因であると考えている。
「キーラー」と命名される以前、このクレーターはIAUによって「クレーター302」と呼ばれていた。

## 従属クレーター

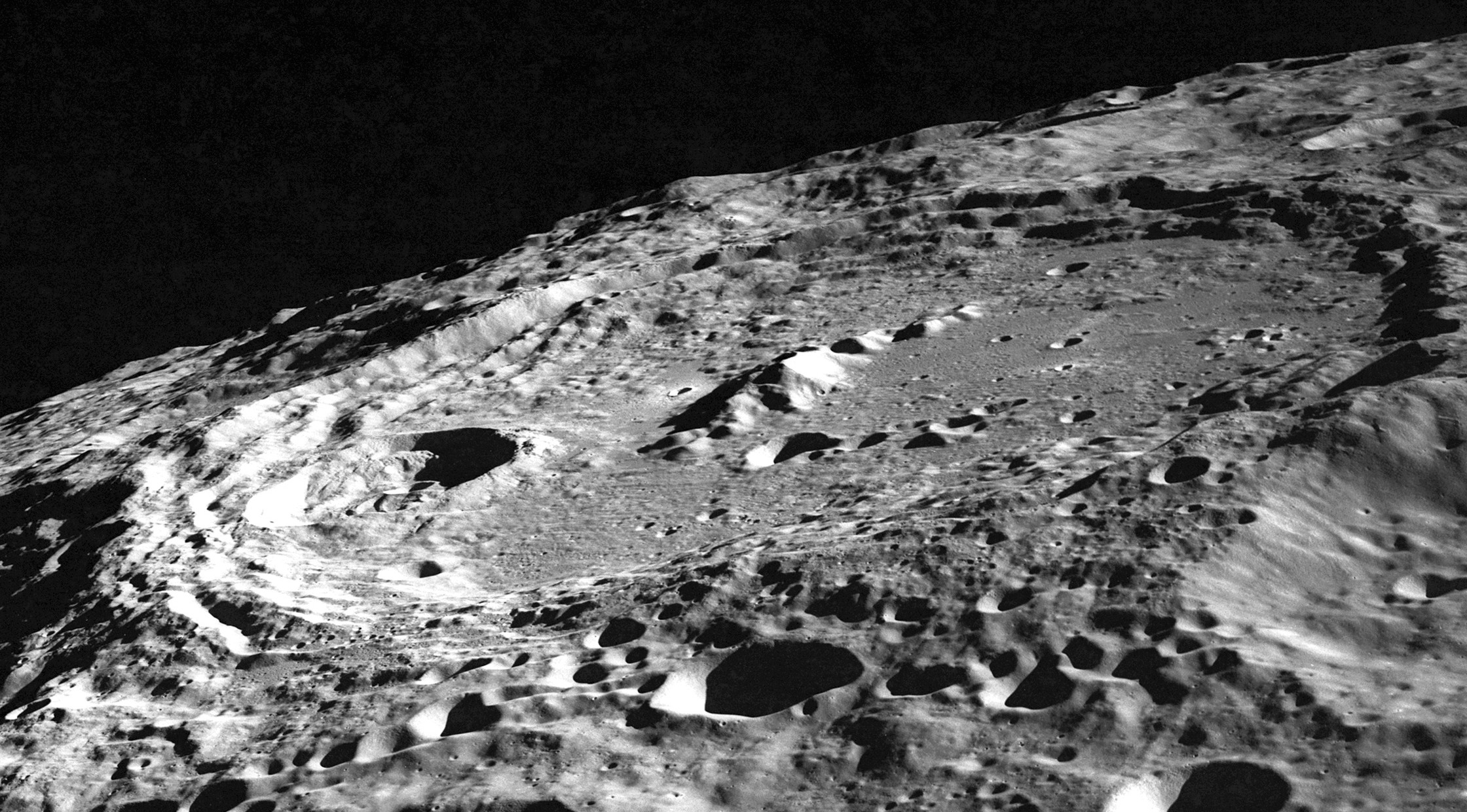
アポロ10号から撮影された写真。キーラーの斜め方向から撮影したもの。

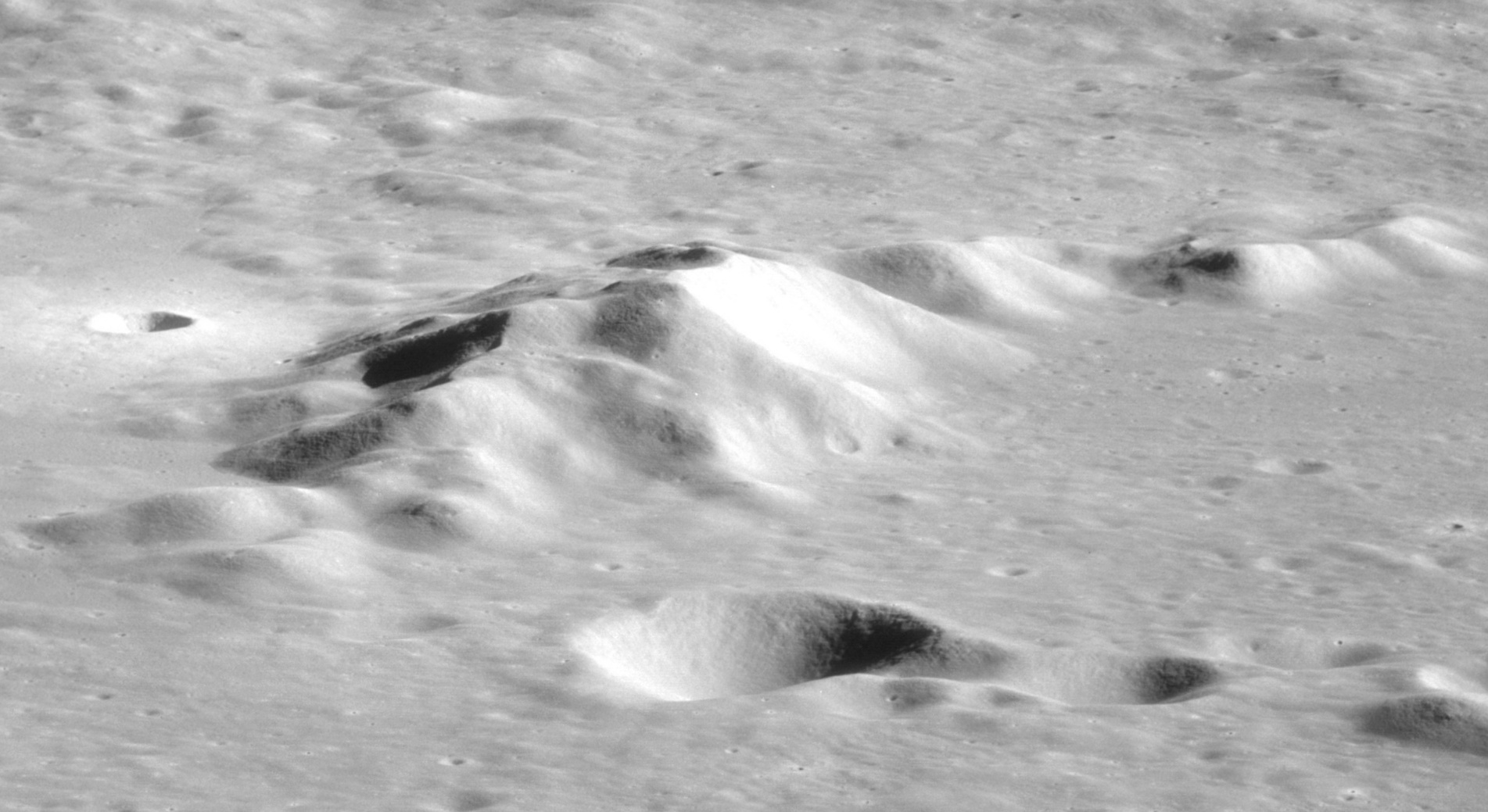
アポロ11号から撮影された中央丘。頂点はクレーター底から約 3.5 km の高さである。

キーラーのごく近くにある小さな無名のクレーターについては、アルファベットを付加することによって識別される。

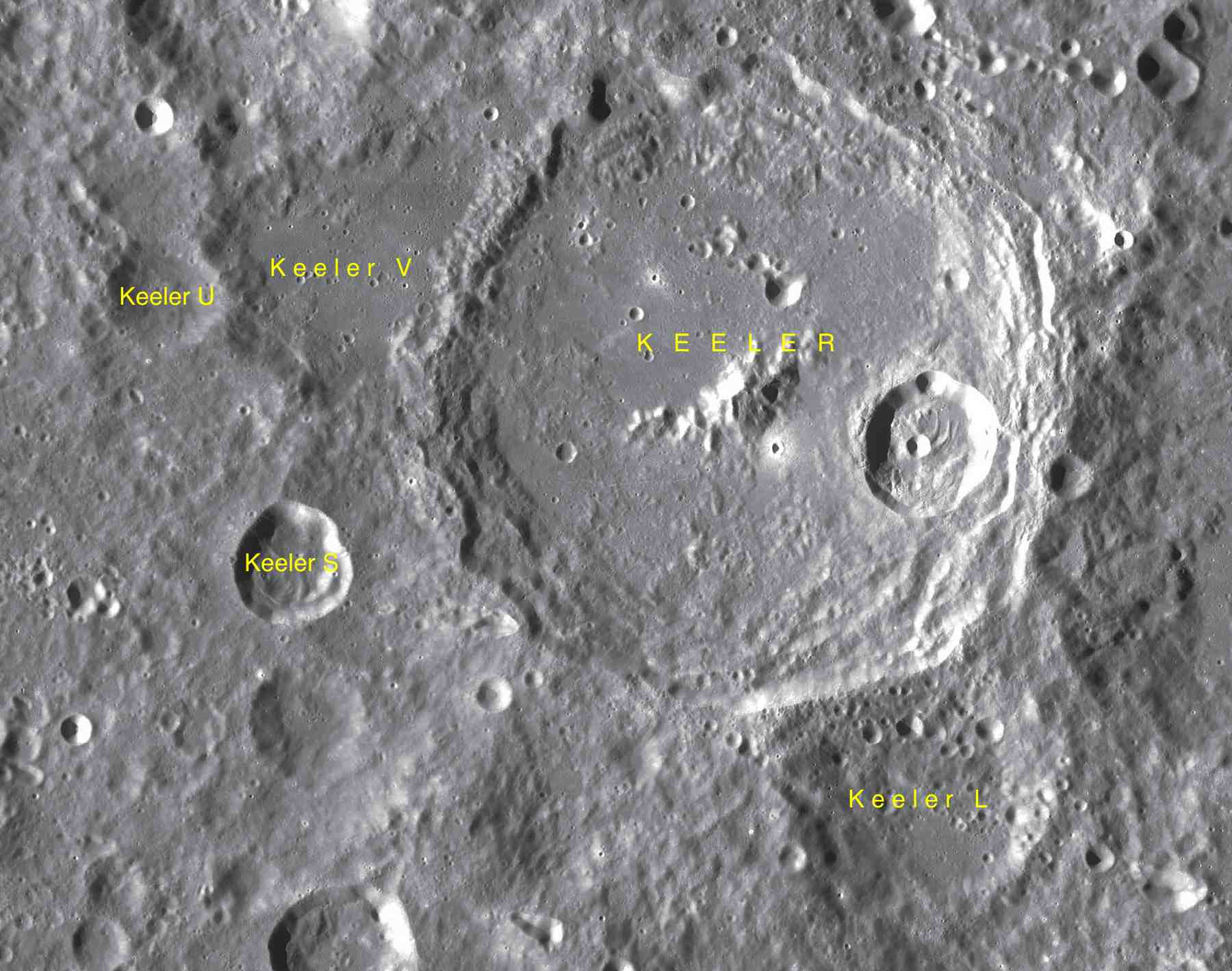
キーラーと従属クレーター

| 名称 | 月面緯度 | 月面経度 | 直径  |
| ---- | -------- | -------- | ----- |
| L    | 13.3° S  | 163.2° E | 71 km |
| S    | 11.4° S  | 158.0° E | 30 km |
| U    | 9.1° S   | 156.9° E | 29 km |
| V    | 8.9° S   | 158.3° E | 53 km |

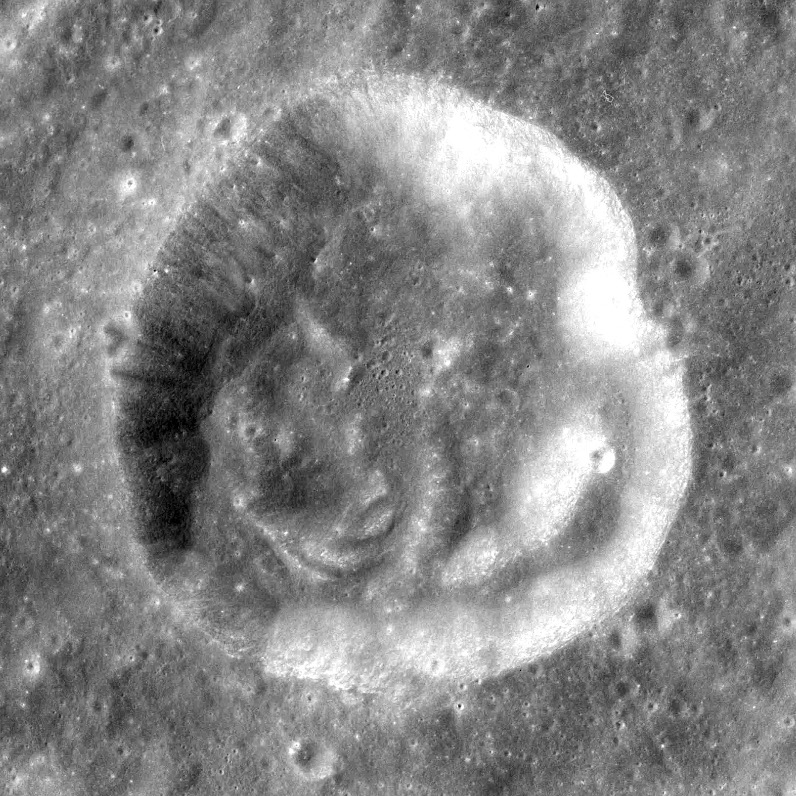
アポロ8号によって撮影されたキーラーSクレーター

## 文献
- Andersson, L. E.; Whitaker, E. A. (1982). NASA Catalogue of Lunar Nomenclature. NASA RP-1097
- Blue, Jennifer (2007年7月25日). “Gazetteer of Planetary Nomenclature”.  USGS. 2007年8月5日閲覧。
- Bussey, B.; Spudis, P. (2004). The Clementine Atlas of the Moon. New York: Cambridge University Press. ISBN 978-0-521-81528-4
- Cocks, Elijah E.; Cocks, Josiah C. (1995). Who's Who on the Moon: A Biographical Dictionary of Lunar Nomenclature. Tudor Publishers. ISBN 978-0-936389-27-1
- McDowell, Jonathan (2007年7月15日). “Lunar Nomenclature”.   Jonathan's Space Report. 2007年10月24日閲覧。
- Menzel, D. H.; Minnaert, M.; Levin, B.; Dollfus, A.; Bell, B. (1971). “Report on Lunar Nomenclature by the Working Group of Commission 17 of the IAU”. Space Science Reviews 12 (2):  136–186. Bibcode: 1971SSRv...12..136M. doi:10.1007/BF00171763.
- Moore, Patrick (2001). On the Moon. Sterling Publishing Co.. ISBN 978-0-304-35469-6
- Price, Fred W. (1988). The Moon Observer's Handbook. Cambridge University Press. ISBN 978-0-521-33500-3
- Rükl, Antonín (1990). Atlas of the Moon. Kalmbach Books. ISBN 978-0-913135-17-4
- Webb, Rev. T. W. (1962). Celestial Objects for Common Telescopes (6th revised ed.). Dover. ISBN 978-0-486-20917-3
- Whitaker, Ewen A. (1999). Mapping and Naming the Moon. Cambridge University Press. ISBN 978-0-521-62248-6
- Wlasuk, Peter T. (2000). Observing the Moon. Springer. ISBN 978-1-85233-193-1